# Izïa Higelin
Izïa Higelin, semplicemente conosciuta anche come Izïa (Parigi, 24 settembre 1990), è una cantante, musicista e attrice francese.
Proviene da una famiglia di musicisti: suo padre è il cantautore Jacques Higelin, mentre suo fratello è Arthur H. Il suo primo album realizzato in studio, Izia, è stato rilasciato nel giugno del 2009, raggiungendo il 31 posto nella classifica degli album francesi.

## Biografia
Izïa è nata a Parigi, in Francia, il 24 settembre del 1990, figlia del cantante francese Jacques Higelin, di padre alsaziano e madre belga, e di Aziza Zakine, ballerina e corista francese di origine tunisina. La passione per la musica le è stata trasmessa da suo padre, il cantante Jacques Higelin, con il quale si esibì all'età di sette anni in un duetto. Quando aveva 13 anni, Izia iniziò ad interessarsi maggiormente al genere rock, ascoltando gruppi come i Nirvana e i Led Zeppelin.
Un anno dopo, incontrò il bassista dei Caravan Palace Antoine Toustou attraverso i suoi genitori, e i due fecero il loro primo spettacolo dal vivo nel 2004. Sei mesi dopo, il gruppo si estese quando si aggiunsero ad Izia e a Toustou anche Sébastien Hoog e Vincent Polycarpe. Lasciò la scuola all'età di 15 anni, per potersi concentrare a pieno sulla sua carriera musicale.
Nel 2006 Izïa pubblica il suo primo Ep mentre l'anno successivo, fece d'apertura al concerto dei The Stooges. Intraprese poi un tour in Francia, che consisteva in oltre trenta esibizioni. l'8 giugno del 2009, venne rilasciato il suo primo ed omonimo album in studio, che raggiunse il 31 posto nella classifica degli album francesi, rimanendo inoltre nella top 100 per 17 settimane consecutive.

## Discografia

### Album in studio
- 2009 – Izia
- 2011 – So Much Trouble
- 2015 – La Vague
- 2022 – La vitesse

## Filmografia

### Cinema
- Mauvaise Fille, regia di Patrick Mille (2012)
- Samba, regia di Olivier Nakache e Éric Toledano (2014)
- Fils, regia di HPG (2014)
- Mune - Il guardiano della luna (Mune, le gardien de la lune), regia di Benoît Philippon e Alexandre Heboyan (2015) – voce
- La Belle Saison, regia di Catherine Corsini (2015)
- Saint Amour, regia di Benoît Delépine e Gustave de Kervern (2016)
- Rodin, regia di Jacques Doillon (2017)
- Due agenti molto speciali 2 (Loin du périph), regia di Louis Leterrier (2022)

## Doppiatrici italiane
Nelle versioni in italiano delle opere in cui ha recitato, Izïa Higelin è stata doppiata da:
- Gea Riva in Samba

Da doppiatrice è sostituita da:
- Valentina Favazza in Mune - Il guardiano della luna